# Blood WARRIORS
Blood WARRIORS（ブラッド・ウォリアーズ）は、日本のプロレス団体DRAGON GATEにかつて所属したヒールユニット。

## 歴史
2010年9月17日に行われたオープン・ザ・ツインゲート王座戦中に突如谷嵜なおきが乱入。WORLD-1を離脱して当時活動していたヒールユニット・ディープ・ドランカーズに寝返った。この事により、来月の後楽園ホールでWORLD-1（土井成樹、吉野正人、B×Bハルク）とディープ・ドランカーズ（神田裕之&谷嵜なおき&Kzy）による敗者ユニット解散マッチが行われることになった。試合は土井が谷嵜を下してルール上、ディープ・ドランカーズは解散になった。しかし、この日もWORLD-1から土井が造反し谷嵜含む元ディープ・ドランカーズ勢と結託して（新井健一郎は追放）土井軍（仮）として活動していた。
また、11月ごろから謎の鉄仮面軍団が登場。各会場のバルコニーに現れるだけであったり、たびたびWORLD-1のメンバーに襲撃を繰り返していた。12月26日の福岡国際センターで行われたオープン・ザ・ドリームゲート王座後にも乱入。そのときに鉄仮面のマスクを剥がすことに成功したが正体は分からずじまいだった。
そして、2011年1月14日の大阪府立体育会館第2競技場にて鉄仮面軍団が正体を現した。この日も同じようにバルコニーに姿を現していたが吉野らの呼び込みに応じてリングに上がるも呆気なく捕獲されてしまう。このときに別の鉄仮面軍団が5人現れ、吉野らを襲撃し、救出した。正体はCIMA、ドラゴン・キッド、堀口元気、斎藤了、リコシェのWARRIORS勢であり、最初に現れた鉄仮面の4人の土井軍のメンバー（土井、神田、谷嵜、Gamma）と結託することになった。後にユニット名をBlood WARRIORSと発表。
4月頃から盛んに「シフトチェンジ」を口にしており、メンバーの動向が注目され始めていた。2011年5月15日にキッドを「シフトチェンジに付いていけない不要品」呼ばわりし追放。代わりにトマホークT.Tとサイバー・コングが加入した。さらにGammaを追放。理由はCIMAはブログ上で「シフトチェンジ＝ヒールと勘違いしている。気持ち悪い」とのこと。
6月8日の後楽園大会で最後の"シフトチェンジ"としてJUNCTION THREEを突如裏切ったB×Bハルクとアメリカ帰りの戸澤陽が加入した。しかし、11月の後楽園大会では敗者ユニット追放マッチに破れてしまい、サイバーは強制的に追放となってしまった。そして年末の福岡国際センター大会において、CIMAが久しぶりにドリームゲート王座戦で勝利を納め、ドラゴンゲート内主要タイトルは全てBWの手中に収まる事となった。
その後はJ3解体を目論み、1月19日の後楽園で敗者ユニット追放マッチが行われた。ところが、試合終盤にサイバーが乱入。サイバーは事前にJ3加入を表明していたが、その矛先は望月に向けられる。しかし、望月を急襲した後に今度はCIMAに攻撃し、J3をアシスト。さらに戸澤たちがこれに便乗し攻撃を加える。そのままCIMAはフォール負けを喫し、CIMAが追放されることになった。同時にサイバーのBW復帰も決まった。CIMAが長きに渡り務めていたリーダー格の座は戸澤が引き継ぐ事になった。
しかし、2月に入り年内の目標であったJ3解体こそ果たしたものの、戸澤の独裁者に近いリーダーシップに嫌気が差した堀口と斎藤は脱退。更に神田や土井を追放し、メンバー構成は新世代のみとなった。さらにBWにこだわりは無いとし、MAD BLANKEYに改名する事が決まった。これによりBlood WARRIORSとしての歴史は終焉を迎える事となった。

## メンバー
- 土井成樹:結成～解体
- B×Bハルク:2011年6月～解体
- 戸澤陽:2011年6月～解体
- サイバー・コング:2011年5月～2011年11月脱落/2012年1月～解体
- Kzy:2011年5月～解体
- トマホークT.T/谷崎なおき:2011年5月～解体
- ウーハー・ネイション:2011年12月～解体

## 元メンバー
- ドラゴン・キッド:結成～2011年5月追放
- Gamma:結成～2011年5月追放
- 谷嵜なおき:結成～2012年1月負傷離脱
- CIMA:結成～2012年1月追放
- 堀口元気:結成～2012年2月追放
- 斎藤了:結成～2012年2月追放
- 神田裕之:結成～2012年2月追放
- ブロディ・リー:結成～2011年10月、2020年12月死去
- リコシェ:結成～2012年1月

## タイトル歴
- オープン・ザ・ドリームゲート王座

第14代：CIMA
（2011年12月25日獲得/2012年1月19日追放時防衛0回）
- オープン・ザ・ツインゲート王座

第15代：堀口元気&斎藤了
（2011年2月6日獲得、2011年6月19日陥落/防衛2回）
第17代：CIMA&リコシェ
（2011年7月17日獲得、2011年11月30日返上/防衛3回）
第18代：B×Bハルク&戸澤陽
（2011年12月1日獲得/解体時防衛2回）
- オープン・ザ・トライアングルゲート王座

第31代：CIMA&ドラゴン・キッド&リコシェ
（2010年12月26日獲得、2011年5月15日返上/防衛5回）
第33代：土井成樹&谷嵜なおき&Kzy （チーム土井ダーツ）
（2011年9月2日獲得、2012年1月19日剥奪/防衛5回）
- オープン・ザ・ブレイブゲート王座

第21代：リコシェ
（2011年11月19日獲得/2012年1月29日離脱時防衛1回）
- Summer Adventure Tag League優勝

B×Bハルク&戸澤陽（2011年）
- オープン・ザ・ユナイテッドゲート王座（DRAGON GATE USA）

第2代：CIMA&リコシェ
（2011年9月11日獲得/2012年1月19日離脱時防衛1回）

## テーマ曲
- Dress for excellence pyramid / YO-HEI feat.Aki

## 補足
- WARRIORS時代からの両腕を高く上げながら「うーーっ!!」と叫ぶパフォーマンスを引き継いでいる。しかし、”シフトチェンジ”後は「時代遅れ」を理由に封印している。(現在は大阪06のみ行っている。)
- もともとはヒールユニットではなかったが、“シフトチェンジ”によってヒールに転向し、反則行為を繰り返したり、観客を罵倒している。
- 初期メンバーは歴代の団体内ユニット中最多の10人